# Старе Кречани
Старе Кречани (чеш. Staré Křečany) је насељено мјесто са административним статусом сеоске општине (чеш. obec) у округу Дјечин, у Устечком крају, Чешка Република.

## Становништво
Према подацима о броју становника из 2014. године насеље је имало 1.265 становника.